# کوزبایوو
کوزبایوو (انگلیسی: Kuzbayevo) یک شهرک در شهرستان بورایفسکی باشقیرستان کشور روسیه است.